# 梅迪奧阿特拉托
梅迪奧阿特拉托是哥倫比亞的城鎮，位於該國西部，由喬科省負責管轄，始建於1983年，面積562平方公里，海拔高度28米，2005年人口9,056，人口密度每平方公里16.11人。
6°00′00″N 76°47′00″W / 6°N 76.7833°W